# تيم شيلدون
تيم شيلدون (بالإنجليزية: Tim Sheldon)‏ هو سياسي أمريكي، ولد في 3 سبتمبر 1947 في شيلتون في الولايات المتحدة. حزبياً، نشط في الحزب الديمقراطي. وقد انتخب عضو مجلس نواب واشنطن.